# Institut for Læring og Filosofi
Institut for Læring og Filosofi er et tværfagligt institut, som hører til alle fire fakulteter på Aalborg Universitet.
Instituttet bedriver forskning og undervisning i uddannelse, læring og filosofi. Under det Humanistiske, Samfundsvidenskabelige, Sundhedsvidenskabelige, samt Ingeniør- og Naturvidenskabelige Fakultet udbydes ph.d.-uddannelser.
Instituttet ledes af en institutleder.